# Бахметєва Софія Андріївна
Софія Андріївна Бахметєва (у першому шлюбі Міллер, у другому графиня Толстая; нар. 1827, село Смольково, Пензенська губернія — пом. 1895, Лісабон) — дружина письменника Олексія Костянтиновича Толстого. Підтримувала знайомство з багатьма відомими діячами мистецтв свого часу — Іваном Тургенєвим, Федором Достоєвським, Афанасієм Фетом, Володимиром Соловйовим та іншими. Тітка відомого філософа і поета Д. М. Цертелєва.

## Дитинство і юність
Батько — Андрій Миколайович Бахметєв.
Попри те, що народилася 1827 року в провінції, була дуже освіченою та мала допитливий розум. Знала чотирнадцять іноземних мов. Багато читала, поглинала новинки європейської літератури й уважно стежила за вітчизняною літературою.
У молоді роки мала роман з князем Григорієм Миколайовичем В'яземським, внаслідок якого завагітніла. Мати Бахметєвої висунула звинувачення князю, суть яких полягала в тому, що той затягував час з одруженням з її донькою. Князя викликали на дуель. В результаті дуелі, що відбулась 1847 року в Петровському-Розумовському, загинув брат Софії, Юрій.
А 29 лютого 1848 року, поза шлюбом, народилась дочка, Софія Бахметєва. Щоб уникнути чуток, дитину оформили як племінницю, дочку брата Петра.

## Перший шлюб
Після смерті брата Софія Андріївна Бахметєва не змогла стриматись, коли її звинувачували у його смерті. Вона покинула родовий маєток Смольково і поспішно вийшла заміж за Лева Міллера — племінника Катерини Львівни Толстої, яка була матір'ю Федора Івановича Тютчева. Лев — блискучий офіцер-кавалергард, однак це не принесло щастя Софії. Подружжя довго жили окремо і вони мало спілкувалися між собою.

## Роман з Олексієм Толстим
У січні 1851 року Софія Міллер познайомилася на маскараді у Большому театрі з Іваном Тургенєвим і графом Олексієм Толстим. Софія Андріївна була в масці і заінтригувала Тургенєва, тому вони домовилися про повторне побачення. Іван Сергійович взяв з собою мовчазного Толстого за компанію.
Побачивши Софію без маски, Тургенєв був сильно розчарований. Пізніше він скаже:

«Що ж я тоді побачив? ...

...Лице чухонського солдата в спідниці! »

Серед гамірного балу, випадково, У тривозі мирської суєти, Тебе я побачив, але таємниця

Твої покривала риси.
Пізніше ці рядки лягли в основу знаменитого романсу Петра Чайковського.
Однак, поки Олексій Костянтинович складав романтичні вірші і писав їй листи, у Софії трапився пристрасний роман з Дмитром Григоровичем під час поїздки до Саратова. Скоро до Толстого дійшли неприємні чутки. Він одразу ж зібрався і поїхав до Смольково, в маєток Бахметєвих, для того щоб вимагати пояснень. Спокійно вислухавши Олексія Костянтиновича, Софія розповіла йому історію всього свого життя. Гнів Толстого змінився на ніжність, і він зрозумів, що він та людина, яка позбавить її від поганого минулого і подарує сімейне щастя. Але проти шлюбу була мати Толстого, яка вважала Софію жахливою жінкою, і чоловік, який не давав їй розлучення…
Вони зустрічалися зрідка, таємно. Лише коли під час Кримської війни Толстой захворів на тиф, Софія, не криючись, приїжджала виходжувати його.
Нарешті, після смерті матері Олексія Костянтиновича, через 12 років після знайомства вони обвінчалися в Дрездені, в грецькій церкві.

## Життя в шлюбі з Олексієм Толстим

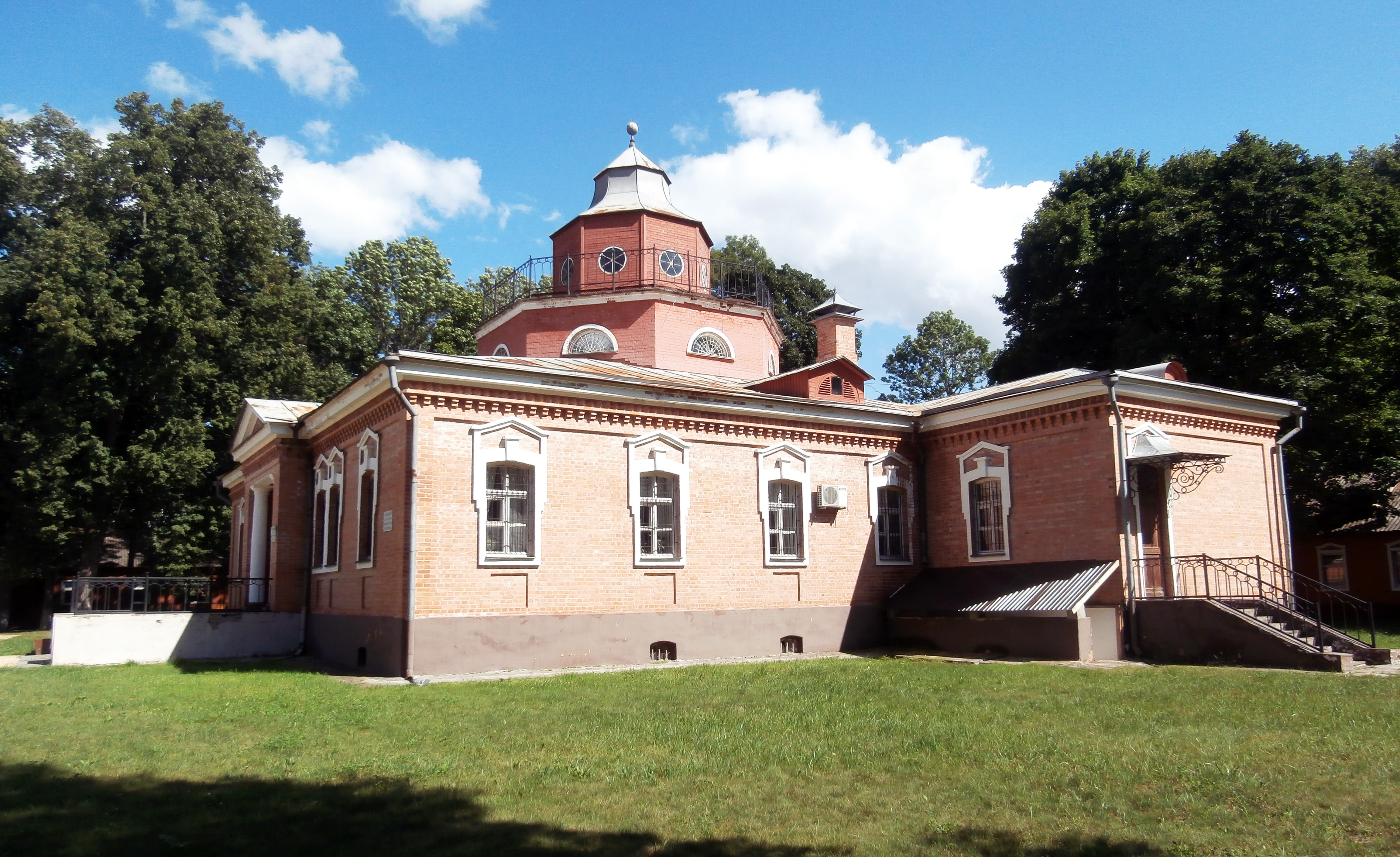
Садиба Червоний Ріг, де оселилось подружжя Толстих

Спочатку життя у молодят складалася щасливо і гармонійно. Толстой ніколи не ревнував дружину до минулого, він тільки безмежно беріг її.

«Бідне дитя, з тих пір, як ти кинута в життя, ти знала тільки бурі і грози… Мені важко навіть слухати музику без тебе. Я ніби через неї зближуються з тобою!»

Але Софія Андріївна не могла все життя залишатися тихою, скромною дружиною. Вона нудьгувала. Взимку нудьгувала в Європі, демонструючи розкішне життя. А влітку нудьгувала в маєтку. Кликала Олексія Костянтиновича на прізвище: «Які дурниці ти говориш, Толстой!» Він її дратував. Вона не вважала за потрібне приховувати від нього, що ставить Івана Тургенєва як письменника набагато вище.
Це дуже засмучувало Олексія Костянтиновича і відбивалося на його здоров'ї. Його мучили головні болі, астма, невралгія. Хтось порадив йому знімати біль морфіном. Пізніше це і привело до крнчини — 1875 року він помер від передозування.

## Подальші роки життя і смерть
Після похорону чоловіка Софія Андріївна переїждхала до Петербурга. У себе в вітальні вона влаштувала літературний салон, де регулярно збиралися письменники, поети і впливові люди. На одному з таких вечорів вона зав'язала романтичне знайомство з Федором Достоєвським, і він став її частим гостем, до самої його смерті в 1881 році.
Решту життя Софія Андріївна багато подорожувала і померла 1895 року в Лісабоні. За заповітом її перепоховали в маєтку Червоний Ріг, поруч з Олексієм Костянтиновичем.